# Варендорф (район)
Варендорф (нім. Kreis Warendorf) — район в Німеччині, в складі округу Мюнстер землі Північний Рейн-Вестфалія. Адміністративний центр — місто Варендорф.

## Населення
Населення району становить 277 417 особи (станом на 31 грудня 2020).

## Адміністративний поділ
Район поділяється на 4 комун (нім. Gemeinden) та 9 міст (нім. Städte):
| Міста (населення) | Комуни (населення)                                                                                |
| --- | ------------------------------------------------------------------------------------------------- |
| 1. Ален (52 635 ос.) 2. Беккум (36 637 ос.) 3. Дренштайнфурт (15 540 ос.) 4. Еннігерло (19 554 ос.) 5. Ельде (29 133 ос.) 6. Зассенберг (14 215 ос.) 7. Зенденгорст (13 289 ос.) 8. Тельгте (19 841 ос.) 9. Варендорф (37 173 ос.) | 1. Белен (6115 ос.) 2. Еферсвінкель (9613 ос.) 3. Остбеферн (11 116 ос.) 4. Вадерсло (12 556 ос.) |

Дані про населення наведені станом на 31 грудня 2020.